# B'Rock Orchestra

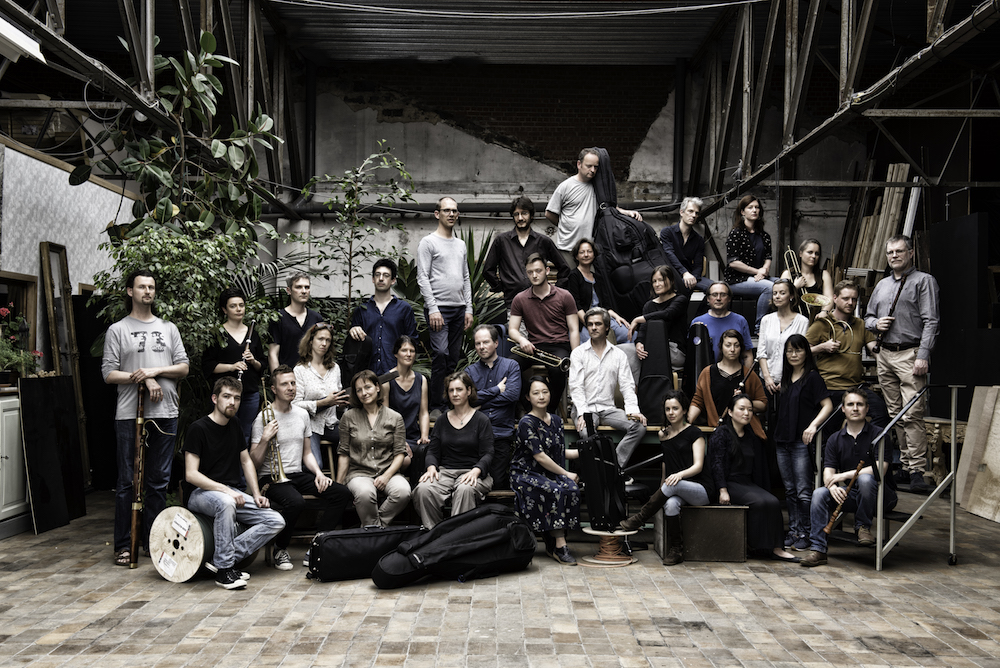
B'Rock Orchestra en 2018.

B'Rock Orchestra est un orchestre jouant sur instruments d'époque belge. L'orchestre interprète le répertoire de compositeurs baroques comme Jean-Sébastien Bach, Antonio Vivaldi, Georg Friedrich Haendel, Georg Philipp Telemann, Alessandro Scarlatti et Jean-Baptiste Pergolèse. De plus, l'orchestre se concentre sur la création de nouvelles musiques écrites pour instruments historiques. L'orchestre est également réputé pour ses productions cross-over combinant la musique ancienne et le théâtre, les arts visuels, la danse ou la vidéo .

## Histoire
L'orchestre est créé à Gand en 2005 à l'initiative du claveciniste Frank Agsteribbe, du contrebassiste Tom Devaere et des managers Hendrik Storme et Tomas Bisschop, avec l'envie d'un renouveau dans le monde de la musique ancienne. B'Rock Orchestra préfère ne pas travailler avec un seul chef mais engager des chefs invités, des solistes et des chœurs. L'orchestre donne environ 45 concerts chaque saison, tant en Belgique qu'à l'étranger.
En 2012, le B'Rock Orchestra fait ses débuts à De Munt/La Monnaie de Bruxelles avec l'opéra Orlando de Händel sous la direction de René Jacobs, un des chefs avec lesquels l'orchestre travaille le plus souvent. 
B'Rock est élu « Ensemble de l'année 2015 » par la chaîne de radio classique belge Klara.
B'Rock Orchestra développe des partenariats structurels avec La Monnaie à Bruxelles, De Singel à Anvers, la Ruhrtriennale dans la région de la Ruhr en Allemagne et l'Opéra de Rouen en France.

## Discographie
- 2008 : Georg Philipp Telemann Suites pour cordes [6]
- 2009 : Georg Friedrich Händel Concerti grossi, Ouvertures [7]
- 2010 : David Petersen Speelstukken [8]
- 2011 : Vivaldi / Cage 8 Seasons [9]
- 2014 : Georg Friedrich Haendel Orlando [10]
- 2015 : Georg Friedrich Händel « Le Messie » [11]
- 2018 : Franz Peter Schubert Symphonies 1 et 6 [12]
- 2020 : Franz Peter Schubert Symphonies 2 et 3 [13]
- 2021 : Franz Peter Schubert Symphonies 4 et 5 [14]
- 2022 : Franz Peter Schubert Inachevé et Grandes Symphonies [15]
- 2022 : Philippus van Steelant Antwerp Requiem c. 1650 [16]
- 2023 : Georg Friedrich Händel Water & Fire [17]